# Antonio I Pio Bonelli

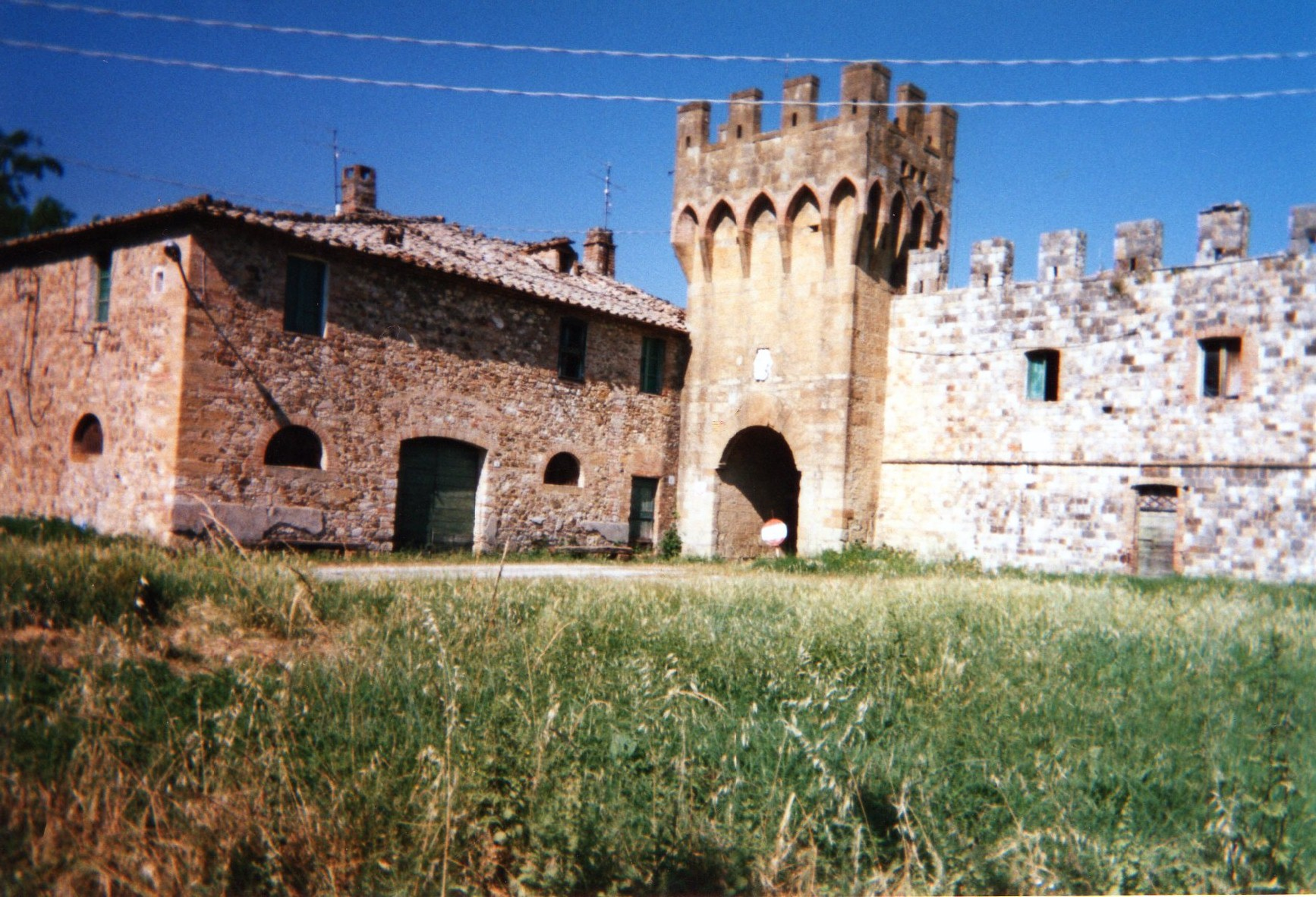
Il borgo di Salci con la porta di Orvieto

Antonio I Pio Bonelli (... – Roma, 7 agosto 1630) è stato un nobile italiano, IV duca di Salci.

## Biografia
Era figlio di Girolamo Bandini e di Adamante Peruzzi. Fu uomo d'armi al servizio del ducato di Milano. Ereditò dallo zio cardinale Michele Bonelli il Contado del Bosco di Alessandria e il Marchesato di Cassano. Fu fedele al re di Spagna. Morì a Roma.

## Discendenza
Sposò Marzia Grimaldi Cebà, figlia del doge di Genova Antonio Grimaldi Cebà,ed ebbero sette figli:
- Carlo (1612-1676), cardinale
- Cesare, uomo d'armi
- Isabella, sposò il marchese Ottavio Guasco
- Francesco I (?-1648), V duca di Salci
- Flavia (?-1691), sposò Francesco Martinengo
- Girolamo, morto bambino
- Francesca, monaca.